# Mopans
Els mopans és un dels pobles maies de Belize i Guatemala del departament d'El Petén. La seva llengua és també anomenada mopan i és una de les llengües maies yucateques.
Els britànics van forçar el poble mopan a marxar de les Hondures britàniques (ara Belize) cap a Guatemala. Els mopans a Guatemala van suportar l'esclavitud. Al segle xix, molts mopans van tornar a les Hondures britàniques.
En el cens de 2000, es va informar de 6.909 habitants de Belice amb el mopan com a llengua mare i 6.093 com la seva primera llengua, el 3% de la població. A Guatemala, al departament d'El Petén es van registrar 2.891 mopans.